# یان-مارکو مونتاگ
یان-مارکو مونتاگ (انگلیسی: Jan-Marco Montag؛ زادهٔ ۱۲ اوت ۱۹۸۳) بازیکن هاکی روی چمن اهل آلمان است. او عضو تیم‌های ملی مردان بود که در بازی‌های المپیک تابستانی ۲۰۰۸ و جام جهانی ۲۰۰۶ مدال طلا را کسب کرد.